# Municipio de Varberg
El municipio de Varberg (en sueco: Varbergs kommun) es un municipio en la provincia de Halland, al sur de Suecia. Su sede se encuentra en la ciudad de Varberg. Se formó en 1971 a través de la fusión de la ciudad de Varberg y los municipios rurales circundantes.

## Localidades
Hay 16 áreas urbanas (tätort) en el municipio:
| #  | Tätort       | Población |
| -- | ------------ | --------- |
| 1  | Varberg      | 26,041    |
| 2  | Tvååker      | 2,390     |
| 3  | Veddige      | 2,192     |
| 4  | Träslövsläge | 1,985     |
| 5  | Bua          | 1,792     |
| 6  | Trönninge    | 847       |
| 7  | Skällinge    | 603       |
| 8  | Södra Näs    | 600       |
| 9  | Väröbacka    | 521       |
| 10 | Rolfstorp    | 502       |
| 11 | Tångaberg    | 445       |
| 12 | Åsby         | 429       |
| 13 | Kungsäter    | 360       |
| 14 | Tofta        | 350       |
| 15 | Himle        | 259       |
| 16 | Löftaskog    | 226       |

## Ciudades hermanas
Falkenberg está hermanado o tiene tratado de cooperación con:
- Karlovy Vary, República Checa
- Haderslev, Dinmarca
- Tartumaa, Estonia
- Uusikaupunki, Finlandia
- Sandefjord, Noruega